# Kalleh
Kalleh Dairy est une entreprise de produits laitiers privée iranienne, appartenant au groupe agro-alimentaire Solico. 
Elle produit et distribue plus de 150 produits laitiers différents (yoghourt, fromages, boissons, glaces…).
En 2015, selon Euromonitor, Kalleh Dairy Company est reconnue comme étant 48e entreprise alimentaire dans le monde quant au chiffre d'affaires.

## Historique
Kalleh Dairy fut fondée en 1991 à Amol par G.M Soleimani qui en est le PDG. 

## Zone d’activité
Son siège est Téhéran et elle dispose d'usines à Amol, Téhéran, Ispahan ou encore en Irak. 
Kalleh dispose également de nombreux bureaux dans le monde, notamment à Francfort-sur-le-Main, Dubai, Los Angeles ou Moscou, ce qui explique la présence de ses produits à l'international (Russie, Émirats arabes unis, Canada, Irak…). 